# واهه بربریان
واهه بربریان (به ارمنی: Վահէ Պէրպէրեան)(زادهٔ ۱۱ ژوئیه ۱۹۵۵) یک ارمنی نمایش‌نامه‌نویس، رمان‌نویس، راوی، هنرمند، کارگردان، بازیگر و کمدین است. بربریان بیشتر به خاطر مونولوگ‌های کمدی خود شناخته می‌شود، اما چندین رمان نوشته و آثار هنری خود را در سراسر جهان به نمایش گذاشته است. او به‌عنوان نویسنده چندین نمایش‌نامه، آثارش به زبان‌های مختلف ترجمه و در شهرهای گوناگون روی صحنه رفته است. او در حال حاضر در لس‌آنجلس، کالیفرنیا زندگی می‌کند.

## زندگی
واهه بربریان در بیروت، لبنان در ۱۱ ژوئیه ۱۹۵۵ در خانواده‌ای ارمنی که از نسل‌کشی ارمنی‌ها جان سالم به در برده بودند، متولد شد. پدر او، رافی بربریان، که اهل اگین (کمالیه امروزی) بود، همراه با مادرش در یک سالگی به دیرالزور در صحرای سوریه تبعید شد. مادر واهه، که در بیروت متولد شده بود اما خانواده‌اش اهل آراپگیر بودند، بیشتر اعضای خانواده خود را از دست داده بود. خانواده پدری واهه در حلب ساکن شدند و در نهایت به بیروت مهاجرت کردند، جایی که واهه متولد شد. خانه بربریان به محل تجمع هنرمندان و روشنفکران تبدیل شد. این محیط باعث شد واهه در تئاتر فعالیت خود را آغاز کند و به گروه‌های تئاتر تجربی و گروه تئاتر ۶۷ در بیروت بپیوندد. او در زمینه هنر تحت آموزش پل گیرگوسیان قرار گرفت و از کالج محلی لوون و سوفیا هاگوپیان فارغ‌التحصیل شد. در ۱۷ سالگی به اروپا سفر کرد و پس از بازگشت به لبنان، چند سال بعد جنگ داخلی لبنان آغاز شد. واهه در سال ۱۹۷۶ از لبنان گریخت و به مدت یک سال در کانادا زندگی کرد و در نهایت در سال ۱۹۷۷ به ایالات متحده مهاجرت کرد. در لس‌آنجلس، بربریان به تحصیل ادامه داد و در سال ۱۹۸۰ با افتخار مدرک روزنامه‌نگاری خود را از دانشگاه وودبری دریافت کرد.

## آثار

### آثار ادبی: رمان‌ها، نمایش‌نامه‌ها و فیلم‌نامه‌ها
اولین رمان واهه بربریان با عنوان نامه‌هایی از زعتر در سال ۱۹۹۶ منتشر شد. این رمان سه بار تجدید چاپ شده است. دومین رمان او به نام پدر و پسر (۱۹۹۹) که ابتدا به زبان ارمنی منتشر شد، به زبان‌های ترکی، انگلیسی و فرانسوی ترجمه شده است. جدیدترین رمان او یادداشت‌های یک مرده (۲۰۲۱) است که به زبان انگلیسی منتشر شده است.
بربریان، به‌عنوان یکی از بنیان‌گذاران تئاتر تجربی ارمنی، چندین نمایشنامه را نوشته، کارگردانی کرده، در آن‌ها بازی کرده و تولید کرده است. از جمله نمایشنامه‌های اصلی او می‌توان به فیل صورتی، شن روان، بارون گاربیس و زندگی اشاره کرد که به شش زبان مختلف ترجمه و در شهرهای سراسر جهان اجرا شده‌اند.
بربریان در حرفه فیلم‌سازی خود به‌خاطر نویسندگی مشترک، کارگردانی مشترک و بازی در فیلم بلند سه هفته در ایروان (۲۰۱۶) شناخته می‌شود.

### مونولوگ‌ها
بربریان بیشتر به‌خاطر مونولوگ‌های کمدی خود به زبان ارمنی شناخته می‌شود. او هفت مونولوگ نوشته است: یوایلن، نایف، دگاوی، سگاین، یته، اورمن و آخرین اثرش پایس. بربریان توانایی خاصی در تحلیل وقایع روزمره، به‌ویژه در روابط و تعاملات انسانی، از دیدگاهی طنزآمیز دارد. تحلیل‌های او از طریق عدسی کمدی، توجه مخاطبانش را که شامل ارمنی‌ها و جامعه جهانی می‌شود، جلب می‌کند. مونولوگ‌های او مخاطبان زیادی را جذب کرده‌اند و بسیاری از نمایش‌های او در یوتیوب بین ۵۰٬۰۰۰ تا ۲۴۰٬۰۰۰ بازدید داشته‌اند.

### هنر
پس از اتمام تحصیلات، واهه بربریان به فعالیت در حوزه هنر ادامه داد. او در بیش از ۳۰ نمایشگاه انفرادی و گروهی در ایالات متحده، کانادا، اروپا و خاورمیانه شرکت کرده است. آثار هنری بربریان در دکور فیلم‌های هالیوودی، سریال‌های تلویزیونی پرمخاطب و تبلیغات، از جمله سه‌گانه مرد عنکبوتی، کرنک و سریال ۲۴ استفاده شده است.
بربریان به‌عنوان یک هنرمند اکسپرسیونیسم انتزاعی، طی سال‌ها سبک هنری خود را تکامل داده و به سمت رویکردی مینیمالیستی گرایش پیدا کرده است. آثار او با حذف عناصر اضافی، به جوهرهٔ سادگی مطلق در بیان هنری می‌پردازد. شفافیت دیدگاه‌های او، که با تصاویری مینیمالیستی، حروف و اعداد بدون دستور زبانی مرسوم همراه است، احساسات ملموس را به‌صورت خام و صادقانه منعکس می‌کند.